# Basilique Saint-Sernin de Toulouse
De Basilique Saint-Sernin de Toulouse is een pelgrimskerk die gewijd is aan de Heilige Saturninus van Toulouse. De kerk ligt in Toulouse in het zuiden van Frankrijk. Het is een van de vijf grote pelgrimskerken die op de pelgrimstocht naar Santiago de Compostella staan. Deze basiliek is een van de grootste kerken in Europa in romaanse stijl die nog bewaard is gebleven. De basiliek staat op de Unesco-Werelderfgoedlijst als onderdeel van de inschrijving Pelgrimsroutes in Frankrijk naar Santiago de Compostella.

## Bouwgeschiedenis
De bouw werd gestart omstreeks het jaar 1080. In 1096 vond de plechtige inwijding plaats door paus Urbanus II en meerdere bisschoppen, in aanwezigheid van graaf Raymond van Toulouse. De paus en de graaf troffen elkaar voor de Eerste Kruistocht. De romaanse bas-reliëfs van de basiliek zijn afkomstig van het atelier van Bernard Gilduin; ze zijn erkend als historisch monument in Frankrijk.
Pas in het midden van de 12e eeuw was de kerk volledig af. Aangezien de kerk op de pelgrimsroute naar Santiago de Compostella lag moest de kerk voorzien zijn om een groot aantal gelovigen te kunnen ontvangen. Bij het bouwen van deze kerk hielden ze hier dan ook rekening mee. Het dwarsschip loopt wijd uiteen en er is een brede kooromgang met straalkapellen. Ook het schip van de kerk is omvangrijk. Het is een hallenkerk met vijf beuken en elf traveeën.

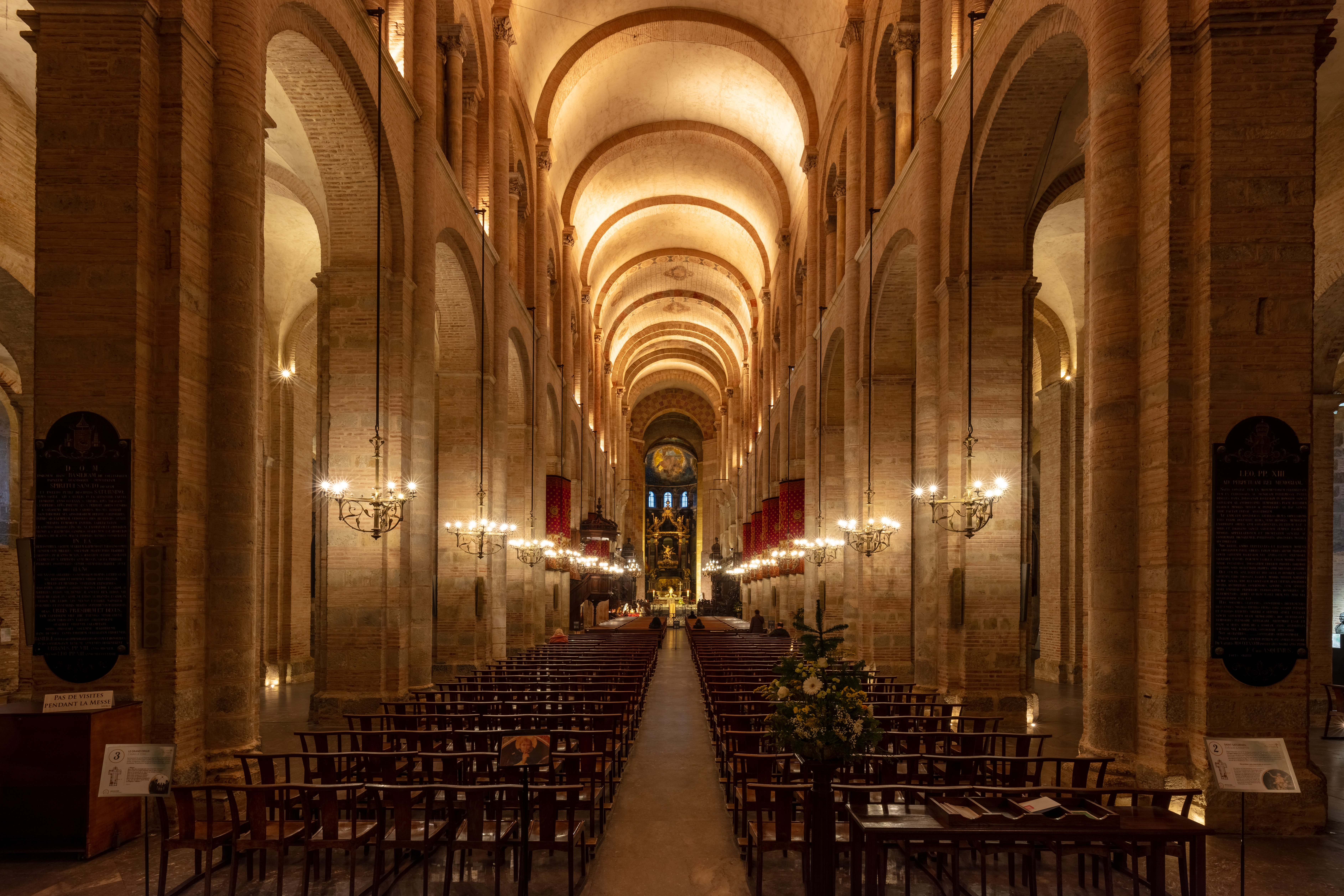
Schip
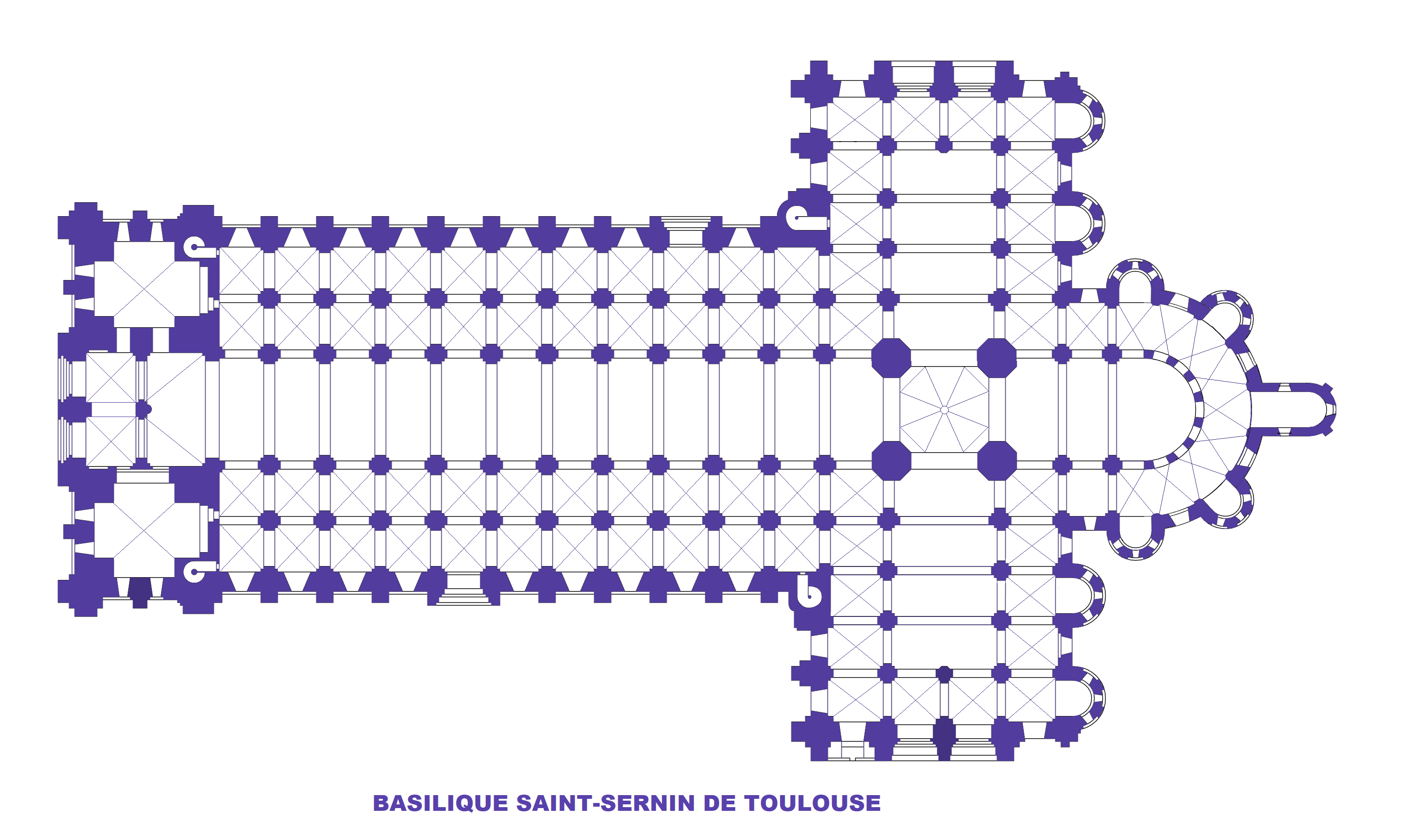
Plattegrond
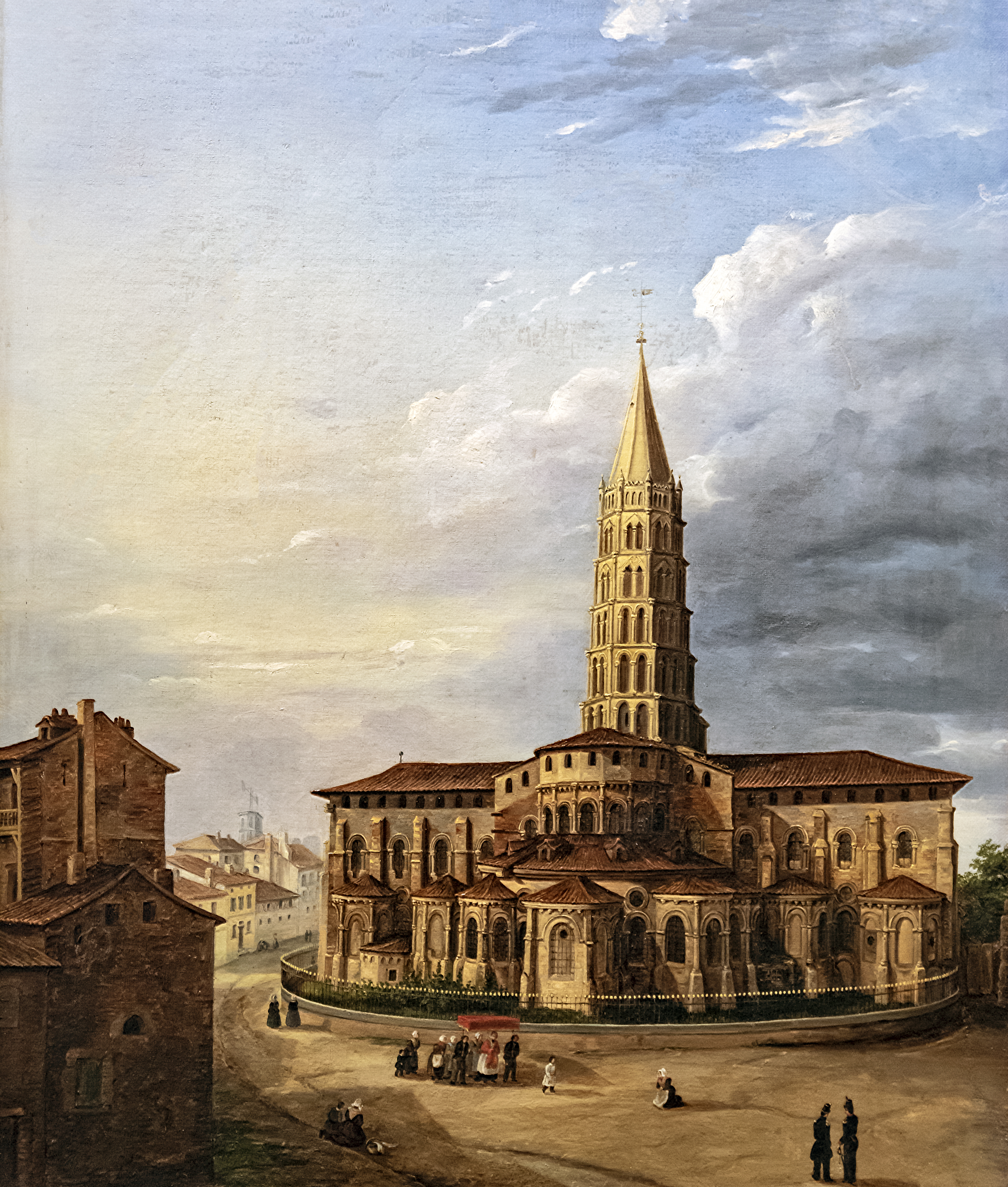
Circa 1845